# Austria na Halowych Mistrzostwach Świata w Lekkoatletyce 2010
Reprezentacja Austrii na halowe mistrzostwa świata 2010 liczyła 3 zawodników.

## Mężczyźni
- Bieg na 60 m
  - Ryan Moseley

- Bieg na 400 m
  - Clemens Zeller

- Bieg na 800 m
  - Andreas Rapatz